# Аветисян, Грант Алексанович
Грант Алексанович Аветисян (арм. Հրանտ Ալեքսանի Ավետիսյան; 1927—2004) — советский и армянский историк, доктор исторических наук, профессор, член-корреспондент АН Армянской ССР (1986), действительный член НАН Армении (1996). Академик-секретарь Отделения гуманитарных наук АН Армении (2002—2004).

## Биография
Родился 10 марта 1927 в Эривани, Армянской ССР.
С 1944 по 1949 год обучался на историческом факультете Ереванского государственного университета. С 1954 по 1957 год обучался в аспирантуре этого университета.
С 1949 по 1954 год на комсомольской работе ЦК ЛКСМ Армении. С 1954 по 1957 год работал в Ереванском государственном университете в качестве руководителя  отдела кадров и аспирантуры. С 1957 года на научной работе в Президиуме Академии наук Армянской ССР — Академии наук Армении в должностях: с 1957 по 1971 год — учёный секретарь, одновременно с 1964 по 1967 год — заместитель председателя координационного совета и с 1967 по 1971 год — председатель совета по подготовке научных кадров, с 1971 по 1979 год — заместитель главного учёного секретаря, с 2002 года — академик-секретарь Отделения гуманитарных наук.
С 1979 по 2002 год — директор Института истории АН АрмССР — НАН Армении и с 2002 по 2004 год — почётный директор этого института. Одновременно с научной занимался и педагогической работой в Ереванском государственном университете в качестве профессора.

### Научно-педагогическая деятельность и вклад в науку
Основная научно-педагогическая деятельность Г. А. Аветисян была связана с вопросами в области общей истории, международному коммунистическому движению, революционно-демократическому движению  Закавказской молодёжи и истории армянского комсомола, политики России, Турции и стран Европы в решении армянского вопроса и новейшей истории армянского народа.
В 1959 году защитил кандидатскую диссертацию по теме: «Комсомол Армении в борьбе за социалистическую индустриализацию, 1926-1932 гг», в 1967 году защитил докторскую диссертацию на соискание учёной степени доктор исторических наук по теме: «Комсомол Закавказья в борьбе за победу Советской власти и осуществление политики Коммунистической партии в первые годы социалистического строительства». В 1991 году ему присвоено учёное звание профессор. В 1986 году был избран член-корреспондентом АН Армянской ССР, а в 1996 году — действительным членом НАН Армении.  Г. А. Аветисян было написано более ста научных работ, в том числе  монографий.

## Основные труды
- Комсомол Армении в борьбе за социалистическую индустриализацию, 1926-1932 гг. - Ереван, 1959. - 334 с.
- Раффи Хитаров: очерк жизни и деятельности / АН АрмССР. Ин-т истории. - Ереван : Изд-во АН АрмССР, 1971. - 214 с.
- В.И. Ленин и пролетарский интернационализм в революционном молодежном движении . - Ереван : Изд-во АН АрмССР, 1979. - 369 с.
- Под знаменем пролетарского интернационализма / Г. А. Аветисян. - Ереван : Изд-во АН АрмССР, 1982. - 236 с.
- Великий Октябрь и революционная Венгрия / Г. А. Аветисян; АН АрмССР, Ин-т истории. - Ереван : Изд-во АН АрмССР, 1989. - 268 с.
- Генералы-армяне в Российской империи / Грант Аветисян ; М-во культуры РА. - Ереван : Амроц груп, cop. 2008. - 255 с. ISBN 978.99941-31-556[4]

## Награды
- Орден «Знак Почёта»
- Премия ЛКСМ Армении в области науки и техники (1971)